# 東京事務所
東京事務所（とうきょうじむしょ）とは、日本の地方自治体が東京都に設置している事務所。全47都道府県と主要な基礎自治体が東京都に事務所を設置している。
名称は「東京事務所」としている自治体が多いが、例外として、2019年4月時点で鳥取県と徳島県の「東京本部」、佐賀県の「首都圏営業事務所」、静岡県の「ふじのくに大使館」（正式名称ではなく対外的呼称）がある。また東京都庁では「東京都事務室」として出先機関ではなく本庁組織の一部としている。

## 概要
東京事務所の第一目的は「地方公共団体本庁と中央省庁その他関係機関との連絡調整」である。その内訳として「中央省庁からの支持・伝達事項を地方公共団体本庁に伝えること」「中央省庁の情報を入手して地方公共団体本庁に伝えること」「地方公共団体本庁の現場の情報を中央省庁に伝えること」「地方公共団体本庁の要求・要望を中央省庁に伝えること」がある。
それ以外の主要目的として「企業誘致」「首都圏向けの観光物産PR・農産物流通促進」があるとされている。
設置根拠として、多くの地方自治体で首長の定める規則が制定されている。
2017年の調査によると、東京事務所所長について就任直前の職位は部次長級以上が4分の3を占め、所長退任後は21%が退職するものの、職位の変わらない異動が7%で、残り約4分の3が昇進を伴う異動となっており、多くの場合で東京事務所長というポストは職員にとって重要なキャリアポストのひとつとなっている。所員は経験年数が16.7年、平均年齢が40歳前後で、実務をある程度経験した中堅職員とされ、職員の多くは3年程度で東京事務所を離れ、異動先は本庁の関連部門であることが多い。

## 歴史
歴史をさかのぼると、明治維新から間もない1868年1月から1875年2月までの間に、中央政府が置かせた各府県の東京出張所の存在が確認できる。郵便制度が整っていなかった時代に、東京出張所は中央政府の通達文書を各府県の本庁に送らせ、また各府県本庁が中央政府への進達書類等を東京出張所経由で提出するという、中央政府と各府県とを結ぶ重要な意思伝達機関であった。
昭和期に入ると、東京事務所は地元産品の販路拡大を目的とするようになった。しかし、1940年前後頃から戦時色が強まり物資不足が顕著になると、地元産品の東京への販路拡大をするような状況ではなくなり、東京での食糧事情の悪化もあり、1943年11月に官庁の地方分散に関する閣議決定を受け、内務省地方局長が各府県知事に都内の府県出張所の廃止と整理統合を命じる形で、各個別府県の東京出張所を廃止して複数の府県の共同事務所を内務省の庁舎内に設置したが、終戦直前の1945年には東京大空襲の激化など戦況の悪化に伴い各府県が職員の引き揚げを始め、同年8月には廃止に至った。
終戦2年後の1947年から1953年までに少なくとも38道府県が東京事務所を新たに設置し、1957年には東京都と神奈川県を除く45道府県が設置、1960年に神奈川県が設置、1969年に東京都が設置したことで、全47都道府県が東京事務所を設置したことになった。戦後の東京事務所は、関係者の出張等による上京時の宿泊場所の確保という業務もあったが、時が経過するにつれ民間の宿泊施設が整備され、宿泊業務の運営を外部委託したり老朽化に伴い廃止したりする自治体も出てきた。また、かつては東京事務所所員が公費で中央省庁の官僚などを接待する「官官接待」が行われていたが、1990年代半ばに官官接待が問題視されると急速に行われなくなった。
2012年7月17日、橋下徹大阪市長と松井一郎大阪府知事により「大阪府と大阪市の二重行政解消を目指す」との目的で、市政会館にあった大阪市の東京事務所が、都道府県会館にある大阪府の東京事務所に入居することで、大阪府と大阪市が家賃を折半する形で年間約1,450万円の経費を削減した。東京事務所を自治体間で共有するケースは他に、岐阜県と岐阜市が東京事務所を共有している例はあるが、珍しいとされた。